# كلاتة بام
كلاتة بام (بالفارسية: کلاته بام) هي قرية تقع في قسم بام الريفي (مقاطعة إسفراين) في إيران. يقدر عدد سكانها بـ 168 نسمة بحسب إحصاء 2016.